# Early Years EP
Early Years EP är en EP av bandet Tiger Army, utgiven 2002.

## Låtlista
1. "Temptation" - 2:11
2. "Jungle Cat" - 1:59
3. "Twenty Flight Rock" - 1:33
4. "American Nightmare" - 1:30
5. "F.T.W." - 2:24 (demoversion)
6. "Nocturnal" - 2:32 (demoversion)